# Walenty Kulawski
Walenty Kulawski (ur. 1796 w Bolesławcu, zm. 1862 w Krakowie), historyk polski.
Był przyjacielem Joachima Lelewela z którym zamierzał opracować historię powszechną, z powodów politycznych do tego nie doszło. Jednak z materiałów które zebrał powstało 13 tomowe dzieło Historia Piastów śląskich, częściowo drukowane w Rocznikach Towarzystwa Naukowego. Był nauczycielem w liceum św. Anny w Krakowie. 